# Wolfgang Franz (économiste)
Pour les articles homonymes, voir Franz.
Wolfgang Franz (né le 7 janvier 1944 à Nassau) est un économiste allemand. Il est président du ZEW et, jusqu'en février 2013, président du Conseil allemand des experts économiques.

## Biographie
Wolfgang Franz étudié l'économie à l'université de Mannheim et y obtient son doctorat en 1974 avec une thèse sur l'analyse du marché du travail. Cela est suivi d'un séjour de deux ans à l'université Harvard et au National Bureau of Economic Research aux États-Unis. En 1981, il termine son habilitation avec une thèse sur le chômage des jeunes. Franz est un étudiant de Heinz König (de) à l'Université de Mannheim.
Il accepte ensuite un poste à l'université de Mayence et passe en 1984 à l'université de Stuttgart. En 1989, il suit un appel à l'université de Constance. De 1997 à 2013, il est président du Centre de recherche économique européenne (ZEW) à Mannheim et occupe une chaire d'économie à l'université de Mannheim.
Franz est membre du conseil de surveillance d'EnBW Energie Bade-Wurtemberg en 2011 et y fait partie du comité d'audit .

## Travail
Wolfgang Franz est membre de l'Académie des sciences de Heidelberg et, depuis 1998, de l'Académie allemande des sciences Leopoldina. De 2003 à 2013, sur la base d'une recommandation des associations patronales, il est membre du Conseil allemand des experts économiques, auquel il a déjà appartenu de 1994 à 1999 sur recommandation des syndicats. En mars 2009, il est élu pour 3 ans à la présidence du conseil d'experts et en février 2012, il est réélu pour un autre mandat.   Il est également membre du Conseil consultatif scientifique du ministère de l'Économie et du Travail. Wolfgang Franz est également membre du Kronberger Kreis, le conseil scientifique de la Stiftung Marktwirtschaft, jusqu'en mars 2009. Il est examinateur principal pour l'économie à la Fondation allemande pour la recherche et est coéditeur de plusieurs revues d'économie. Ses principaux domaines de travail sont l'économie macroéconomique, la recherche sur le marché du travail et la recherche économique empirique. Il publie de nombreux livres et articles scientifiques sur ces sujets.
En janvier 2010, Franz explique dans une interview au journal Die Welt ses idées sur une réforme de l'allocation chômage II ("Hartz 4"). Le point essentiel est une réduction du taux standard pour les bénéficiaires Hartz IV % à 251 euros par mois, qui doit être compensée par une amélioration des possibilités de revenus supplémentaires (réduction du taux de retrait des transferts de 80 % à 50 %). Si trop peu d'emplois sont disponibles sur le marché du travail ordinaire, les municipalités ou les organisations d'aide sociale doivent créer de nouveaux emplois financés par l'État  qui doivent alors être acceptés dans des limites raisonnables. Le concept est déjà recommandé dans un rapport d'experts du Conseil consultatif allemand en 2006.  Les représentants du parti des Verts et des organisations sociales ont critiqué les propositions.   

## Honneurs et récompenses
- Doctorat honoris causa de l'European Business School d'Oestrich-Winkel (septembre 2003)
- Doctorat honoris causa de l'université Otto von Guericke de Magdebourg (octobre 2003)
- Ordre du Mérite de Bade-Wurtemberg (mai 2003)
- Prix Gustav-Stolper de l'Association de politique sociale (2012)[3]
- Médaille du mérite de l'Université de Constance[4]
- Officier de l'ordre du Mérite de la République fédérale d'Allemagne (2013)[5]

## Travaux
- Wolfgang Franz, Arbeitsmarktökonomik, 2013 (ISBN 978-3-642-02353-8)
- Wolfgang Franz, H. J. Ramser, M. Stadler, Arbeitsverträge, vol. 37, 2008 (ISBN 978-3-16-149793-3)
- Wolfgang Franz, Der Arbeitsmarkt. Eine ökonomische Analyse, vol. 17, 1993 (ISBN 3-411-10321-3)